# 河神

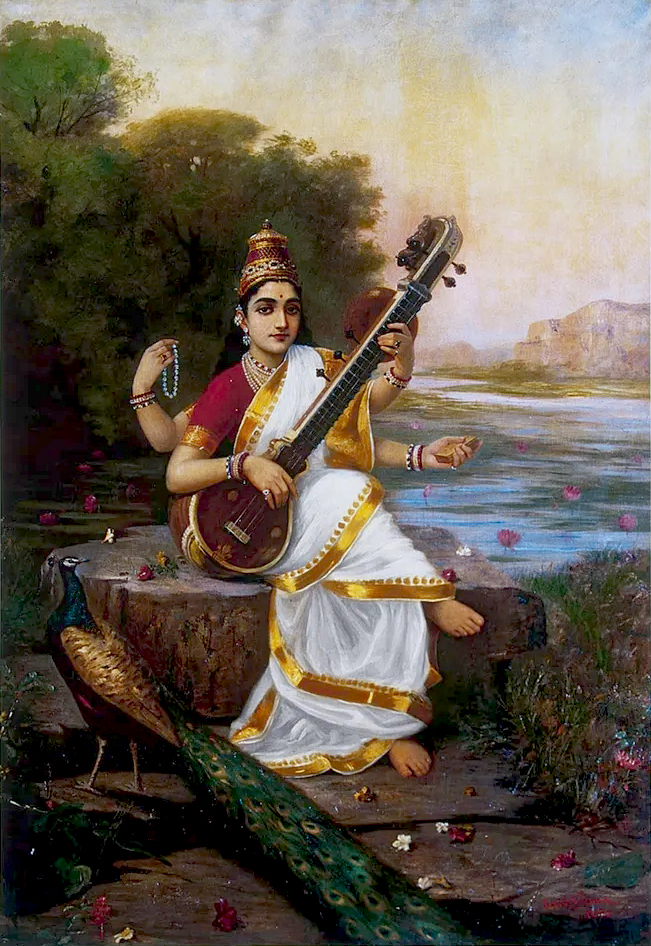
サラスヴァティー川の神、サラスヴァティー。弁財天としても知られる。

河神（かしん）は、河川の神。河の神（かわのかみ）、川の神などともいう。ガンジス川の神ガンガー、黄河の神河伯、ナイル川の神ハピやネイロスなど、世界各地の信仰に登場する。

## 概観
川は人間にとって、水源や航路として恩恵をもたらすと同時に、洪水や水難事故など災害をもたらす存在でもある。川にまつわる信仰は、人間がいかに自然と共存してきたかを反映している。
川の神は、川の神格化（例: ガンガー）の場合もあれば、川の支配者（例: 河伯）などの場合もある。女神の場合もあれば、男神の場合もある。ドラゴン・竜・蛇とされる場合も多い。海神や泉神など、他の水の神と結びついている場合も多い。
類例に、川の妖精や精霊（ニンフやローレライ）、川の擬人化（利根川の坂東太郎、母なる川）がある。

## ギリシア
ギリシア神話では、各地の川が神格化された。その多くは海神オケアノスの息子とされる。

## エジプト

ハピ

エジプト神話では、ナイル川自体が神格化されることは無かったが、ナイル川と関わる神は多くいる。例として、ハピ讃歌にうたわれるハピのほか、アヌケト、オシリス、クヌム、サテト、セベク、ソプデトがいる。
ギリシア神話では、ナイル川の神はネイロスとされる。

## インド
インドでは、多くの川が聖河として神聖視されている。なかでも、ガンジス川（ガンガー川）、その支流のヤムナー川、幻のサラスヴァティー川は三大聖河とされ、それぞれ女神として神格化されている（ガンガー、ヤムナー、サラスヴァティー）。特にガンジス川は、ヴァラナシィ（ベナレス）などヒンドゥー教の聖地があることで知られる（ガンジス崇拝）。

## 中国

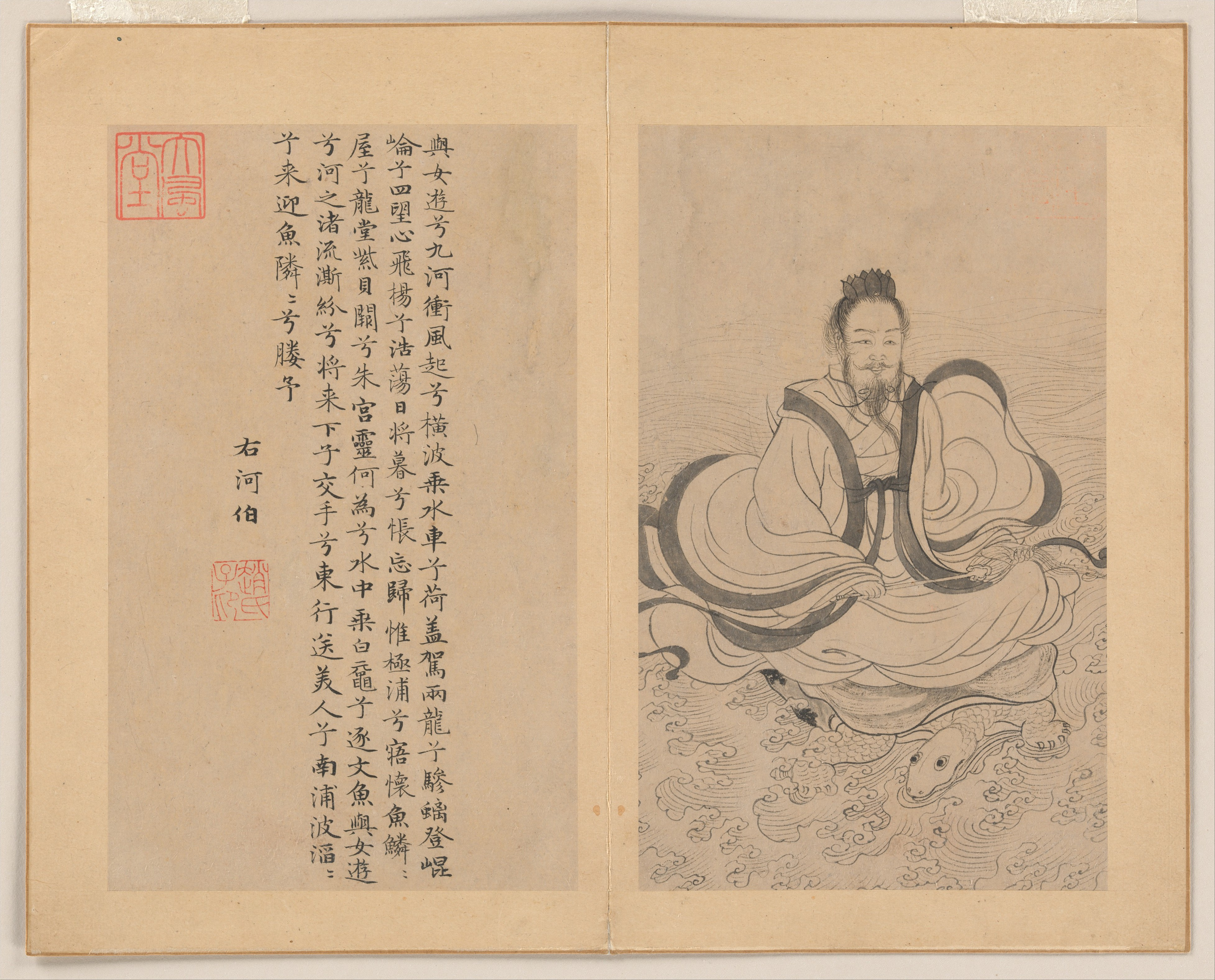
河伯

中国神話の天地開闢では、盤古の血が川になったとされる。
黄河の大洪水を治めた名君禹王は、後世では治水の神とされる。共工は、その大洪水を起こした悪神とされるが、本来は水の神だったとする説もある。関連する神に鯀（禹王の父）や相柳（共工の臣下）がいる。
河伯は黄河の神、洛伯や洛嬪（洛神、宓妃とも）は洛水の神とされる。黄河と洛水には河図洛書の伝説もある。
その他、湘水の神湘君と湘夫人、治水の神二郎神などがいる。 

## 日本
和語の「カワ」は、古くは「川」だけでなく「湧水」や「井戸」も意味した。水神は川に祀られる場合もあったが、湧水や井戸に祀られる方が多かった。水神は水分神と重なり、竜や蛇、田の神と結びつけられる場合も多い。
妖怪の河童は、一説には「落ちぶれた水神」が起源とされる。河童を神として祀る地域もある（水虎様）。
記紀神話では、ミツハノメノカミ、ミツチ、クラミツハノカミ、ヒカワヒメなどが川と関連がある。スサノオに退治されたヤマタノオロチは、一説には出雲の暴れ川である斐伊川（簸川）を象徴しているとされる。
弁財天は、インドのサラスヴァティーが変遷した神であり、日本各地の川や水辺に祀られている。
禹王は日本でも治水神として信仰されている。日本各地の川辺に禹王遺跡（禹王の廟跡や石碑）がある。
アイヌの伝承では、川（アイヌ語: ペッ、ナイ）自体がカムイであり、またミントゥチカムイなどが暮らす場でもある。サケ漁の時期には、川で儀式（アシリチェップノミ）が行われる。
以上のほか、九頭竜川の九頭竜伝承、越前和紙の川上御前、金刀比羅宮の金毘羅神、信玄堤の三社神社、木曽川の治水神社、貴船川の貴船神社、廣瀬大社、香取神宮、思古淵神、氷川信仰、大杉信仰、三頭獅子舞、『万葉集』1巻38の柿本人麻呂の歌などが川と関連がある
川の神にまつわる習俗として、橋や堤防の人柱、川で立ち小便することのタブー、川の難所を航行するときに御神酒などを捧げる安全祈願がある。
宮崎駿監督のアニメ映画『千と千尋の神隠し』（2001年）には、川の神が主要キャラクターとして登場する。日本の研究者の間では、宮崎駿の描く神々は、日本に古くからあるアニミズムを反映しているとされる。

## ヨーロッパ

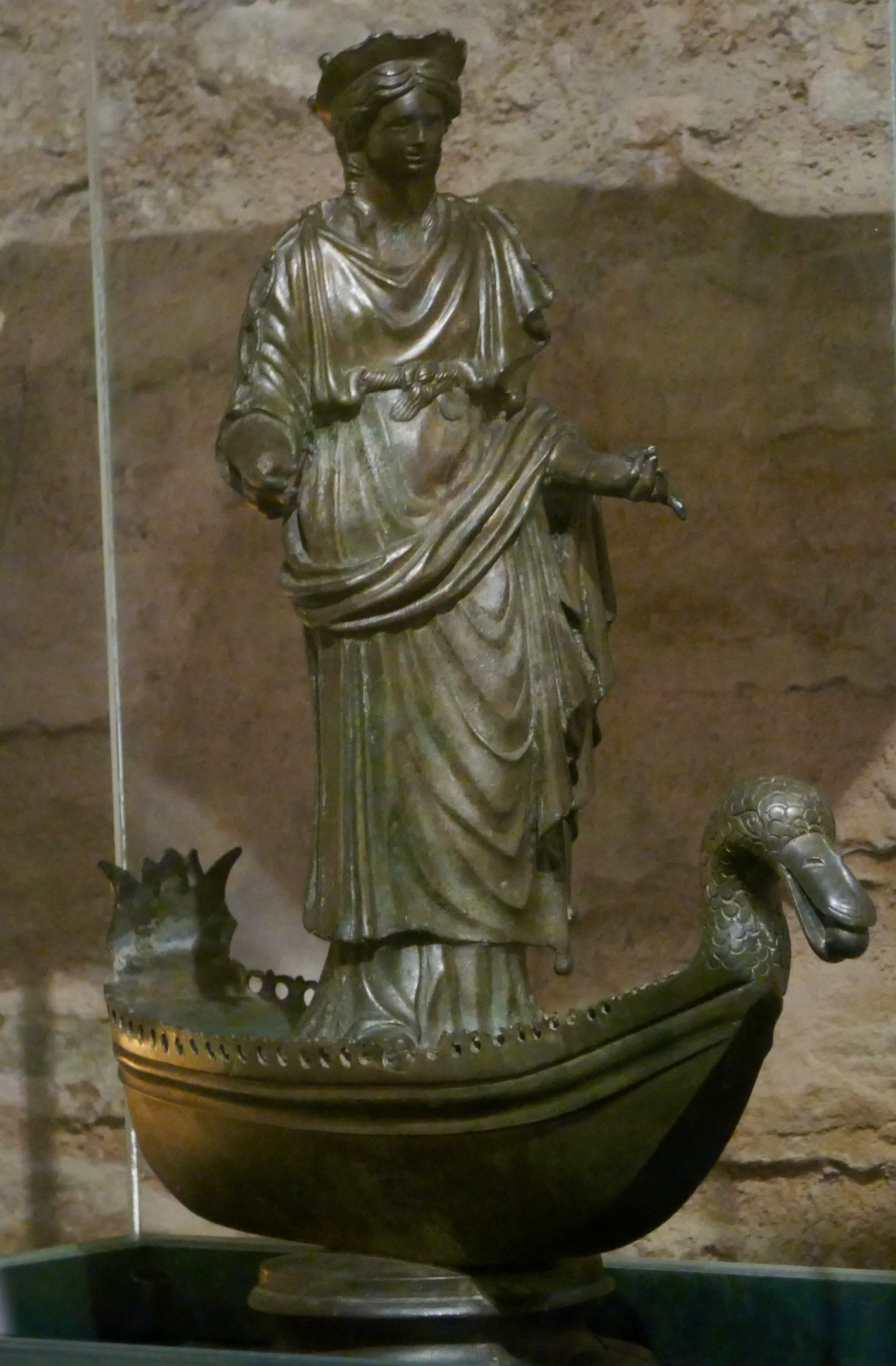
セクアナ

セーヌ川の語源であるセクアナは、ケルト神話の癒しの女神である。ガロ・ローマ時代にはセーヌ川の源流に神殿があった。
その他、ドナウ川の神ダヌビウス（ダーヌビウス）　ライン川の神レヌス（レーヌス）などがいる。ライン川は「ローレライ伝説」「ジークフリートの竜退治」の舞台でもある。

## その他
メソポタミア神話のエンキ、ペルシア神話のアナーヒター、朝鮮神話の河伯、アフリカ南部のニャミニャミなどがいる。